# The New Times (Rwanda)
The New Times – angielskojęzyczna gazeta wydawana w Rwandzie. Została założona w 1995 roku. Powstała z wyłącznym udziałem kapitału prywatnego, ma dwóch udziałowców. Gazeta jako tygodnik jest również wydawana w języku języku rwanda pod nazwą Izuba Rirashe.
Wydawana jest w Kigali od poniedziałku do soboty, a jej siostrzana wersja Sunday Times pojawia się w niedziele. Serwis internetowy został uruchomiony w 2006 roku. The New Times często przekazuje optymistyczne informacje o wydarzeniach w Rwandzie.
W maju 2009 roku Human Rights Watch opisała The New Times jako gazetę państwową w komentarzu jako odpowiedź w stosunku do zamieszczonego w gazecie artykułu, w którym oskarżono HRW o cenzurowanie wypowiedzi ludzi, którzy usiłowali zanegować ludobójstwo w Rwandzie. The New Times nie opublikowała raportu HRW.